# Aspidosperma parvifolium
Aspidosperma parvifolium är en oleanderväxtart som beskrevs av A. Dc.. Aspidosperma parvifolium ingår i släktet Aspidosperma och familjen oleanderväxter. Inga underarter finns listade i Catalogue of Life.